# Рашид, Абдул (хоккеист на траве, 1922)
Лала Абдул Рашид (англ. Lala Abdul Rashid, 1 июня 1922, Равалпинди, Британская Индия — 8 марта 1988, Равалпинди, Пакистан) — пакистанский хоккеист (хоккей на траве), вратарь. Олимпийский чемпион 1960 года.

## Биография
Абдул Рашид родился 1 января 1922 года в индийском городе Равалпинди.
Учился в Равалпинди в средней школе Дэнни, затем поступил в колледж Гордон. С 1942 года играл в хоккей на траве за Пенджабский университет из Лахора.
В 1960 году вошёл в состав сборной Пакистана по хоккею на траве на Олимпийских играх в Риме и завоевал золотую медаль. Играл на позиции вратаря, провёл 6 матчей, пропустил 1 мяч от сборной ОГК.
Выступал за сборную Пакистана только в 1960 году, провёл 12 матчей.
В 1970 году получил от президента Пакистана награду Pride of Perfomance.
После окончания игровой карьеры работал тренером. Возглавлял сборную Пакистана по хоккею на траве в конце 1970-х годов. Работал в Азиатской федерации хоккея, несколько месяцев занимал пост генерального директора.
Умер 8 марта 1988 года в Равалпинди.

## Семья
Младший брат Абдул Хамид (1927—2019) в 1960 году играл вместе с Абдулом Рашидом за сборную Пакистана на летних Олимпийских играх в Риме и завоевал золото. В 1956 году выиграл серебро на летних Олимпийских играх в Мельбурне.